# Платошино
Платошино — село в Пермском районе Пермского края России. Административный центр Платошинского сельского поселения.

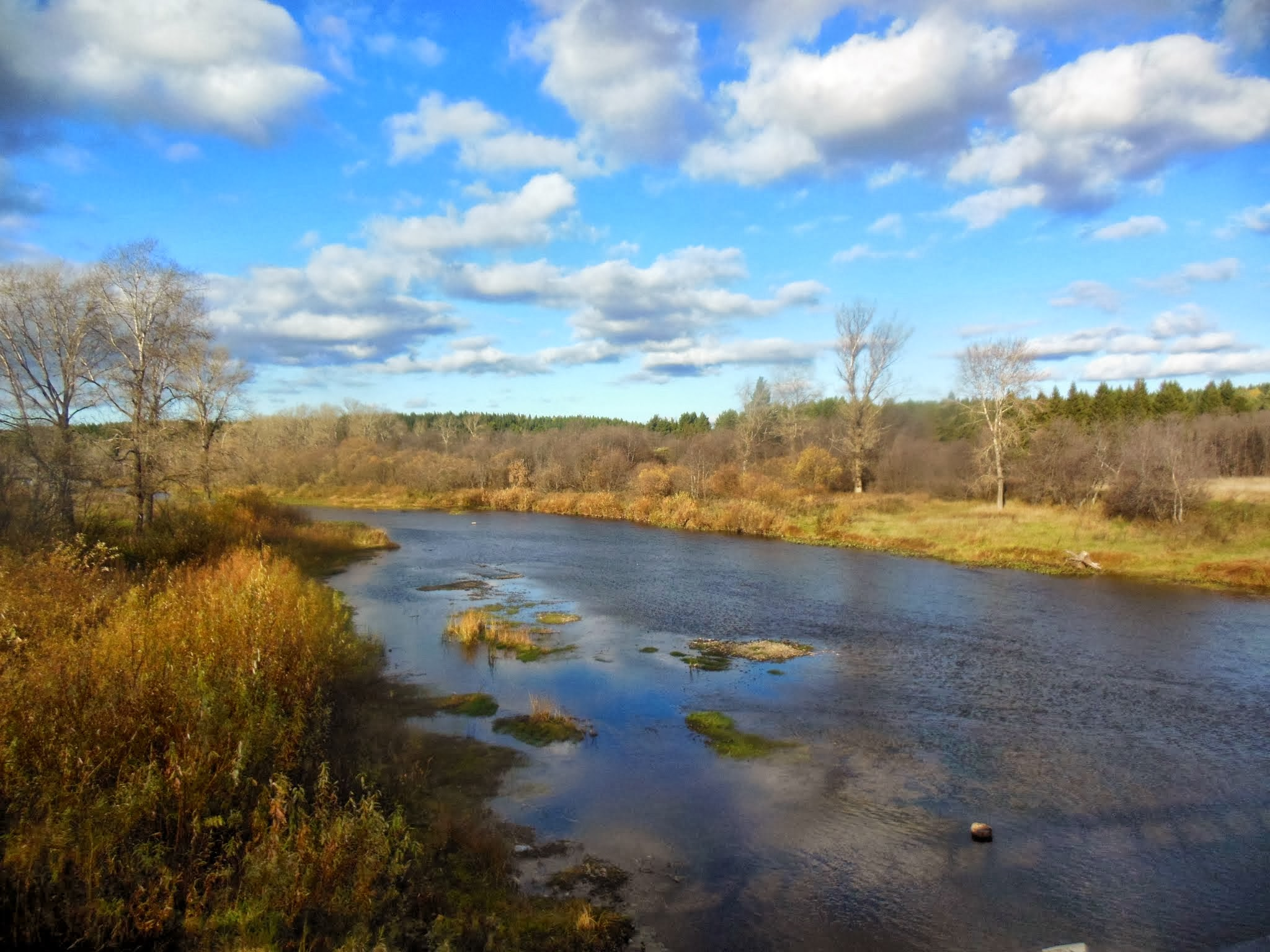
Река Бабка в Платошино

Расположено на берегу реки Бабки. Основано в 1723 году мастеровыми-единоверцами из Курашимского завода и первоначально было известно как деревня Платошная (по речке)
Около села расположена птицефабрика «Платошинская», основанная в 1966 году.

## Население
| 2010 | 2021  |
| ---- | ----- |
| 2458 | ↘2266 |